# West Milford (Virginia Occidental)
West Milford es un pueblo ubicado en el condado de Harrison en el estado estadounidense de Virginia Occidental. En el Censo de 2010 tenía una población de 630 habitantes y una densidad poblacional de 458,09 personas por km².

## Geografía
West Milford se encuentra ubicado en las coordenadas 39°12′16″N 80°24′12″O / 39.20444, -80.40333. Según la Oficina del Censo de los Estados Unidos, West Milford tiene una superficie total de 1.38 km², de la cual 1.38 km² corresponden a tierra firme y (0%) 0 km² es agua.

## Demografía
Según el censo de 2010, había 630 personas residiendo en West Milford. La densidad de población era de 458,09 hab./km². De los 630 habitantes, West Milford estaba compuesto por el 96.51% blancos, el 0.16% eran afroamericanos, el 0.16% eran amerindios, el 0.16% eran asiáticos, el 0% eran isleños del Pacífico, el 0% eran de otras razas y el 3.02% pertenecían a dos o más razas. Del total de la población el 0.48% eran hispanos o latinos de cualquier raza.